# Cervignano d'Adda
Cervignano d'Adda é uma comuna italiana da região da Lombardia, província de Lodi, com cerca de 1.560 habitantes.

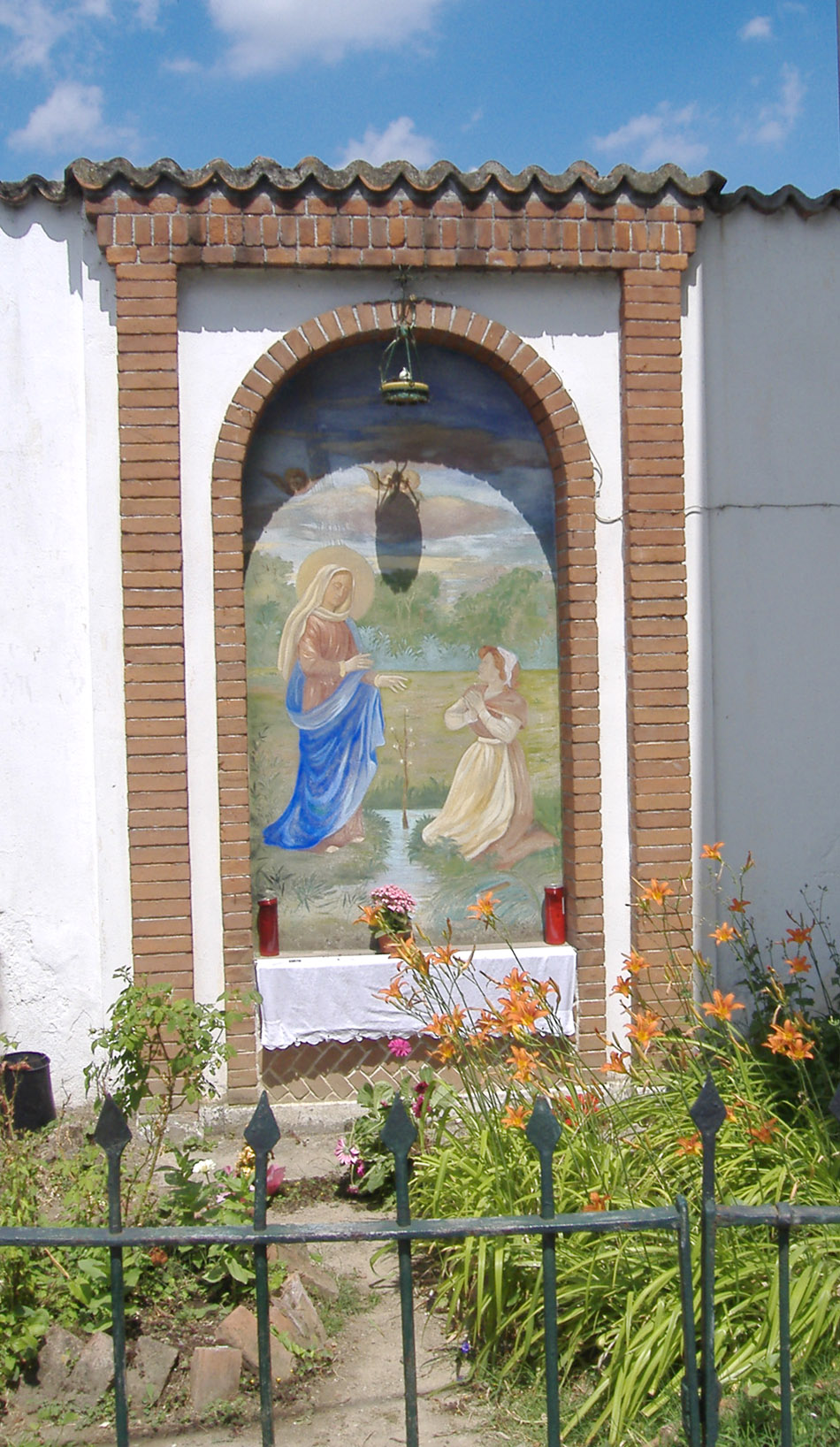
O afresco de Nossa Senhora.

Estende-se por uma área de 4 km², tendo uma densidade populacional de 379,60 hab/km². Faz fronteira com Zelo Buon Persico, Mulazzano, Galgagnano.
Em Via della Chiesa, perto do canal Bertonica, tem um afresco de Nossa Senhora, que é junto a uma casa que era propriedade das freiras até 1928. As religiosas mudaram-se para o Palácio Granata (hoje sé do Municipio). O afresco foi restaurado em 1949 para o mestre Lodigiano Cesar Minestra.

## Demografia
| Variação demográfica do município entre 1861 e 2011                               |
|                                                                                   |
| Fonte: Istituto Nazionale di Statistica (ISTAT) - Elaboração gráfica da Wikipedia |